# Luftloch
Luftloch ist die umgangssprachliche Bezeichnung für die kurzfristige Höhenänderung eines Luftfahrzeugs beim Durchfliegen von Fallböen, Thermik, Klarluftturbulenzen oder Leewellen. Das Luftloch hat also nichts mit abfallendem Luftdruck oder gar dem kurzzeitigen Durchfliegen eines Vakuums zu tun – mit anderen Worten, es gibt während eines Fluges überhaupt kein „Luftloch“. Die Passagiere eines Luftfahrzeugs spüren eine Veränderung der Kraft, mit der sie in den Sitz gedrückt oder bei starken Turbulenzen auch aus dem Sitz des Luftfahrzeugs gehoben werden.

## Auswirkung auf Passagiere
Der menschliche Körper reagiert sehr feinfühlig auf Veränderungen der Gewichtskraft, insbesondere auf deren Nachlassen.
Wenn das Luftfahrzeug das Zentrum einer aufsteigenden Luftströmung durchflogen hat, verringert sich die Kraft, mit der es selbst nach oben beschleunigt wird, und damit die Kraft, mit der es seinerseits die Passagiere beschleunigt. Dies nehmen die Passagiere als Nachlassen der Gewichtskraft wahr und haben schon den Eindruck zu fallen, obwohl sie sich tatsächlich auf Grund der Trägheit noch nach oben bewegen. Die Erhöhung der Gewichtskraft nach dem Durchfliegen des Zentrums der absteigenden Luft wird von den Passagieren weniger stark und in der Regel auch nicht als unangenehm empfunden.
Je geringer die Fluggeschwindigkeit ist, desto sanfter wirken diese Vertikalböen auf die Passagiere. Eine große Masse (beziehungsweise Flächenbelastung) des Flugzeuges sorgt ebenfalls für eine verringerte Wirkung auf die Passagiere, da es selbst auf Grund seiner größeren Trägheit seine Höhe (vertikale Geschwindigkeit) weniger ändert als ein leichtes Flugzeug.
Ungewöhnlich hohe Belastungen können auftreten, wenn die Geschwindigkeit der Luftströmung stark variiert und das Luftfahrzeug an verschiedenen Stellen unterschiedlichen Strömungsgeschwindigkeiten oder gar unterschiedlichen Strömungsrichtungen ausgesetzt ist. In Bodennähe, also beim Start, aber besonders bei der Landung kann eine so hervorgerufene Verringerung der Flughöhe dazu führen, dass das Luftfahrzeug ungewollte Bodenberührung hat.
Durch die Wirkung dieser nicht immer vorhersehbaren Beschleunigungen wurden schon Menschen verletzt und sogar getötet. Es wird deshalb empfohlen, in Passagierflugzeugen stets angeschnallt zu bleiben.

## Weitere Verwendung des Ausdrucks
1. In der Umgangssprache wird manchmal ein Loch zur Belüftung oder ein luftgefüllter Hohlraum als Luftloch bezeichnet.
2. Im Schach wird eine Räumung, die dem König eine Ausweichmöglichkeit vor einem drohenden Schachmatt öffnet, als Luftloch bezeichnet.
3. Im Fußball wird das Verfehlen des Balles mit „Luftloch schlagen“ umschrieben. Die Bezeichnung wird dabei meist bei missglückten Schussversuchen verwendet.
4. Umgangssprachliche Bezeichnung für das Atemloch von Walen: siehe Blas.
5. Die Höhle Grotta Luftloch 2,5 km Luftlinie nördlich von Trebiciano, 7 km Luftlinie nordöstlich von Triest, Italien, durchflossen vom Flusssystem Reka–Timavo ist Teil der Höhlen von Škocjan (de: Höhlen von St. Kanzian).